# Ivan Gotti
Ivan Gotti (San Pellegrino Terme, 28 de maio de 1969), é um ex-ciclista profissional italiano que competia em provas de ciclismo de estrada. Tem como principais feitos as vitórias nas edições de 1997 e 1999 do Giro d'Italia.
Em 2001 teve seu nome envolvido em uma investigação italiana sobre doping, porém sem maiores consequências.